# Pseudosphecosoma vespoides
Pseudosphecosoma vespoides là một loài bướm đêm thuộc phân họ Arctiinae, họ Erebidae.